# Simone Tebet

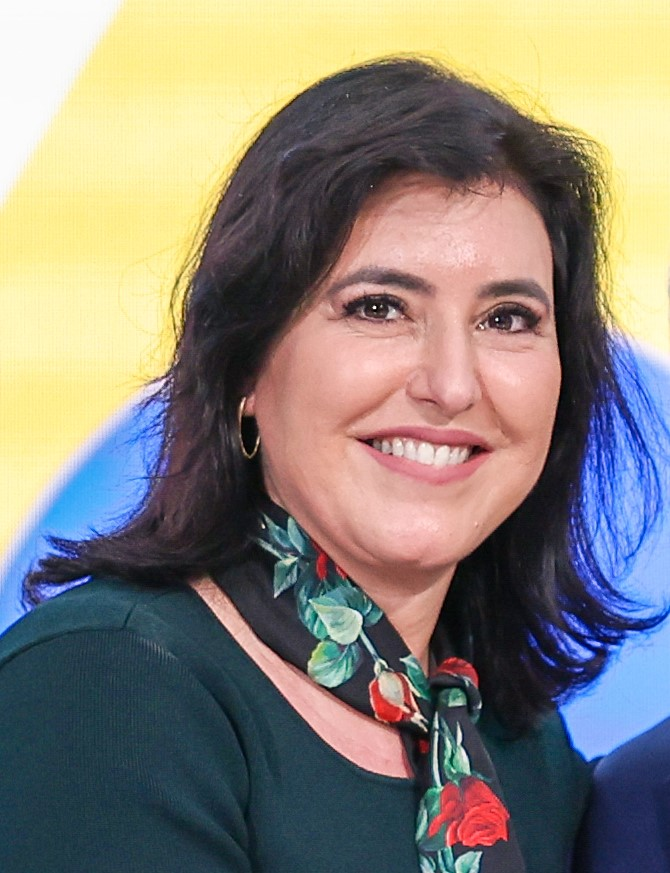
Simone Tebet beim Amtsantritt im Januar 2023

Simone Nassar Tebet (* 22. Februar 1970 in Três Lagoas) ist eine brasilianische Hochschullehrerin und Politikerin (Movimento Democrático Brasileiro). Sie ist Bundesministerin für Planung und Budget im Kabinett Lula da Silva III.
Tebet war seit 2014 Bundessenatorin für den Bundesstaat Mato Grosso do Sul und kandidierte für das Amt der Brasilianischen Präsidentin bei der Präsidentschaftswahl 2022. Sie gilt als sozialliberal und vertritt Positionen des Dritten Weges.

## Leben
Tebet ist die älteste Tochter des Politikers Ramez Tebet und der Philanthropin Fairte Nassar Tebet, Nachkommen libanesischer Immigranten in Mato Grosso do Sul. Sie studierte Rechtswissenschaft an der Universidade Federal do Rio de Janeiro und Staatsrecht an der Pontifícia Universidade Católica de São Paulo.

## Politische Laufbahn
1997 war sie in den Movimento Democrático Brasileiro (MDB) eingetreten. Vom 1. Februar 2003 bis 1. Januar 2005 war sie Landesabgeordnete in der Legislativversammlung von Mato Grosso do Sul. Sie ging danach in die Kommunalpolitik und wurde zweimal zur Stadtpräfektin (Bürgermeisterin) von Três Lagoas gewählt. Dieses Amt übte sie vom 1. Januar 2005 bis 31. März 2010 aus. In der Zeit von Gouverneur André Puccinelli war sie Vizegouverneurin des Bundesstaates vom 1. Januar 2011 bis 1. Januar 2015. Zwischenzeitlich übte sie auch das Amt als Staatssekretärin für Regierung und strategisches Management von Mato Grosso do Sul aus.
Bei den Wahlen in Brasilien 2014 wurde sie mit 640.336 oder 52,61 % der gültigen Stimmen zur Bundessenatorin für ihren Heimatstaat in den Senat gewählt.

### Präsidentschaftswahl 2022
Für die Präsidentschaftswahl 2022 hatte sie die Senatorin Mara Gabrilli als Kandidatin für das Vizepräsidentenamt an der Seite. Ihr Wahlbündnis Coligação Brasil para Todos (Koalition Brasilien für Alle) bestand aus MDB, dem Federação Sempre pra Frente aus Cidadania und PSDB, und Podemos, die zusammen (August 2022) rund 3,4 Millionen Mitglieder haben.
Sie erreichte am Wahltag, dem 2. Oktober 2022, 4.915.423 oder 4,16 % der gültigen Stimmen und damit das drittbeste Ergebnis der ersten Wahlrunde.
Tebet zog daraufhin ihre eigene Kandidatur zurück und unterstützte Lula.

### Ministerin für Planung und Budget
Lula da Silva berief Tebet als Bundesministerin für Planung und Budget in sein Kabinett. Sie trat das Amt am 5. Januar 2023 an.

## Publikationen
- Vida e morte feminina. Senado Federal, Brasília 2016.